# NGC 7715
NGC 7715 è una galassia irregolare situata in direzione della costellazione dei Pesci alla distanza di circa 130 milioni di anni luce dalla Terra. Ha un diametro di circa 100.000 anni luce. Interagisce con la vicina galassia spirale barrata NGC 7714, coppia catalogata come Arp 284 nel catalogo delle galassie peculiari. Questo processo di interazione è iniziato in un periodo compreso tra 100 e 200 milioni di anni fa. Entrambe le galassie sono fortemente distorte a causa delle forze mareali, tanto da perdere gran parte della loro massa.

## Collegamenti esterni

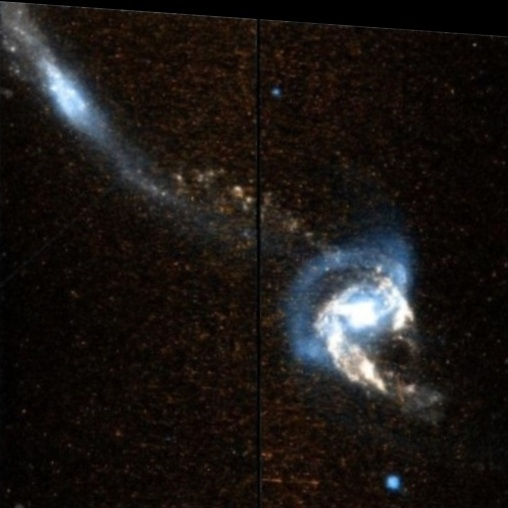
Arp 284 (NGC 7714 & NGC 7715) (Telescopio Spaziale Hubble)